# Thomas Urban

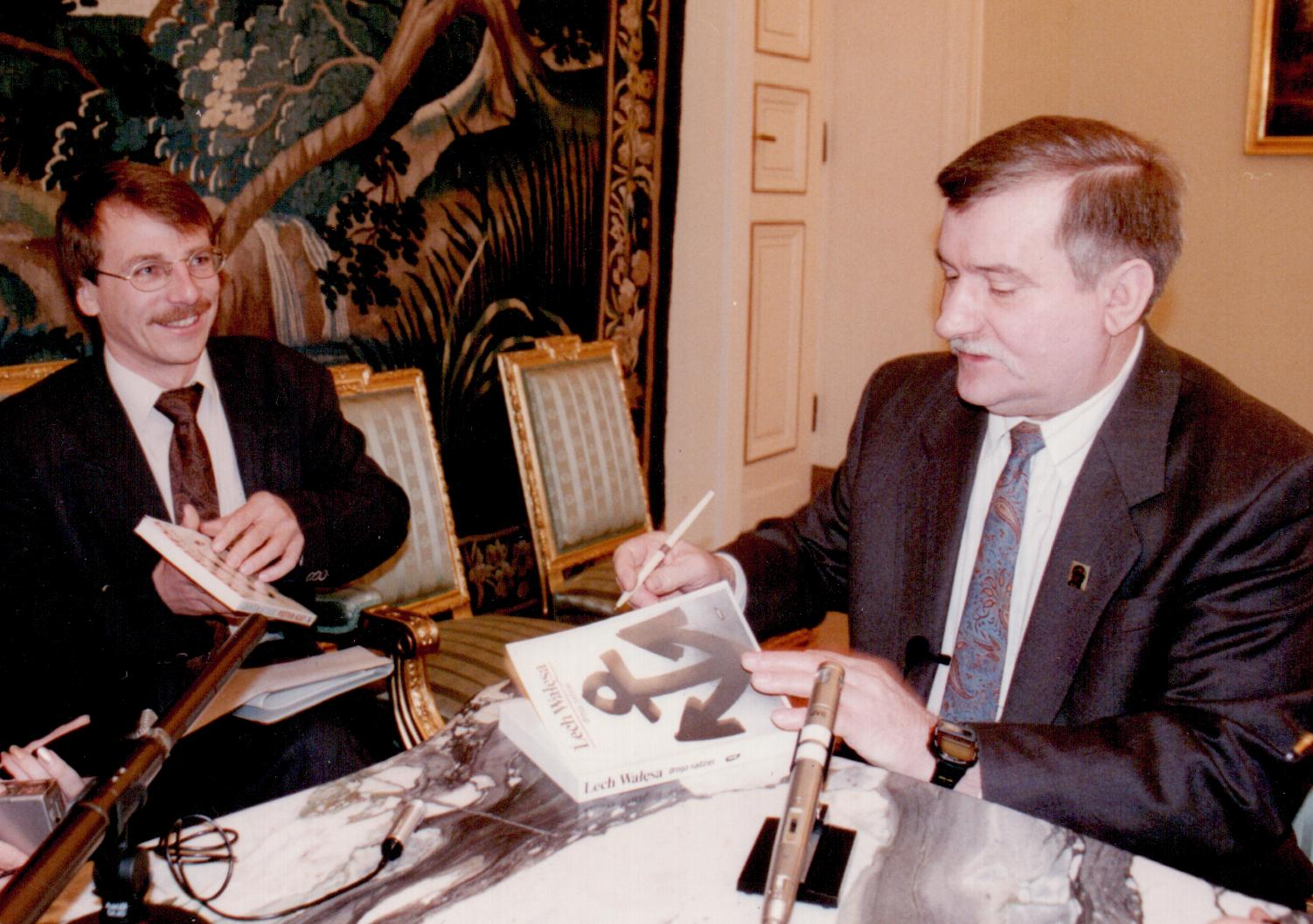
Wywiad Thomasa Urbana (z lewej) z Lechem Wałęsą (1992)

Thomas Urban (ur. 20 lipca 1954 w Lipsku) – niemiecki dziennikarz, historyk i pisarz, korespondent gazety Süddeutsche Zeitung w Warszawie, Moskwie, Kijowie i następnie w Madrycie.

## Wykształcenie
Urban urodził się w Lipsku (NRD). W listopadzie 1955 r. rodzina uciekła z NRD do RFN. Okres szkolny Urban spędził w Bergheim koło Kolonii, był aktywistą organizacji młodzieżowej Katholische Studierende Jugend (KSJ).
Uprawiał judo (ma czarny pas i uprawnienie trenerskie). Służbę wojskową w Bundeswehrze zakończył jako oficer rezerwy. Studiował romanistykę, slawistykę i historię Europy wschodniej w Kolonii (z semestrami na Uniwersytecie Rabelais w Tours, na Uniwersytecie Szewczenki w Kijowie i na Instytucie Puszkina w
Moskwie).
Urban był współpracownikiem dysydenta rosyjskiego Lwa Kopielewa w Kolonii, studia podyplomowe odbył na Uniwersytecie Moskiewskim im. Łomonosowa (MGU) w 1981/82 r. Został aresztowany przez KGB za transport leków i listów dla dysydentów radzieckich i wydalony ze Związku Radzieckiego. Potem pracował jako nauczyciel języka rosyjskiego w Szkole Języków Obcych Bundeswehry (Bundessprachenamt) pod Kolonią.

## Dziennikarstwo
Urban uczęszczał do Szkoły Dziennikarstwa w Hamburgu (Henri-Nannen-Schule). Następnie pracował dla agencji prasowych Associated Press (AP) i Deutsche Presse-Agentur (dpa).
W 1987 roku dołączył do redakcji Süddeutsche Zeitung w Monachium. Od 1988 r. był korespondentem tej gazety, najpierw do 1992 r. w Warszawie. W tym czasie pracował również dla amerykańskiej stacji radiowej RIAS, która nadawała program w języku niemieckim z Berlina Zachodniego. W latach 1992–1997 był szefem biura w Moskwie; przeanalizował fundamentalne zmiany pod rządami Borisa Jelcyna, a także napisał reportaże o teatrach wojny w Abchazji i Czeczenii. Od 1997 do 2012 roku relacjonował wydarzenia z Kijowa, gdzie był świadkiem pomarańczowej rewolucji, i ponownie z Warszawy.
Od lipca 2012 do 2020 r. kierował biurem Süddeutsche Zeitung w Madrycie. Dla berlińskiego magazynu Opernwelt informował o nowych produkcjach operowych w Madrycie. Od 2022 r. analizuje wydarzenia w byłym bloku sowieckim dla berlińskiego magazynu Cicero.

## Książki i eseje
Urban jest autorem prac popularnonaukowych i esejów naukowych z zakresu historii Europy Środkowo-Wschodniej i Europy Wschodniej.
Szczególną uwagę zwrócił na stosunki polsko-niemieckie. Jego książki o mniejszości niemieckiej na Górnym Śląsku oraz o wzajemnych wypędzeniach Niemców i Polaków ukazały się również w języku polskim. W książce tej po raz pierwszy przedstawia niemieckim czytelnikom, że wypędzenie Polaków, wraz z masowymi mordami, było centralnym elementem niemieckiego terroru okupacyjnego. Poświęcił eseje historii Niemców w Warszawie oraz kontrowersjom wokół biskupa gdańskiego Carla Marii Spletta. W serii książek o stosunkach Niemców z sąsiadami, wydanej przez byłego kanclerza Helmuta Schmidta i byłego prezydenta Richarda von Weizsäckera, Urban napisał tom o Polsce.
Jego książkę o wymordowaniu tysięcy polskich oficerów przez stalinowską tajną policję NKWD w lesie katyńskim recenzenci dzienników Die Welt i Frankfurter Allgemeine Zeitung nazwali „dziełem standardowym”. Urban odkrył w amerykańskich archiwach informację, że niemieccy oficerowie z antyhitlerowskiego ruchu oporu dostarczyli decydującego impulsu podczas procesów norymberskich, aby zablokować sowieckie kłamstwo katyńskie. Rozszerzona wersja tej książki została wydana również w języku angielskim i hiszpańskim. Do obszernej książki o wojnie propagandowej wielkich mocarstw po odkryciu masowych grobów w Katyniu, która ukazała się tylko w języku polskim, przeanalizował także archiwa i prasę aliantów zachodnich.
W biografii papieża Jana Pawła II, którą napisał wspólnie z kolegą redakcyjnym Matthiasem Drobinskim, zajął się rozdziałami dotyczącymi Polski i stosunków Watykanu z Rosją.
Drugim tematem książek i esejów Urbana jest emigracja rosyjska po wojnie domowej w Rosji. Napisał książkę o berlińskich latach rosyjsko-amerykańskiego pisarza Vladimira Nabokova, a także eseje m. i. o Borysie Pasternaku, Ilji Erenburgu, Gajto Gazdanowie i M. Agiejewie.
Szczególnie interesowała go polityczna historia piłki nożnej w Polsce i Związku Radzieckim. Po opublikowaniu książki o polsko-niemieckich relacjach piłkarskich Urban był jednym z autorów wystawy na ten sam temat, przygotowanej na zlecenie Domu Spotkań z Historią i Ambasady Niemiec w Warszawie z okazji Euro 2012. Jego analiza zakazu piłki nożnej w okupowanej Polsce w czasie II wojny światowej również została przetłumaczona na język angielski. W dokumentacji audiowizualnej skomentował życie polsko-niemieckiego strzelca bramek Ernesta Wilimowskiego.
Przy okazji Euro 2012, którego finał odbył się w Kijowie, Urban przeanalizował rosyjskie i ukraińskie publikacje na temat rzekomego meczu śmierci z 1942 roku. Doszedł do wniosku, że wcześniej propagowana wersja (egzekucja radzieckich piłkarzy, którzy wygrali z drużyną Wehrmachtu w okupowanym Kijowie) była legendą sowieckiej propagandy.
Urban jest autorem eseju historycznego o konflikcie rosyjsko-ukraińskim (2015). W swojej książce o niemieckiej „Ostpolitik”, wydanej w przeddzień rosyjskiej inwazji na Ukrainę w lutym 2022 r., krytykował uległą politykę rządów RFN wobec Moskwy i lekceważenie ostrzeżeń państw byłego bloku wschodniego w UE, w tym Polski, przed imperialistycznymi ambicjami Putina. Według niego głównymi czynnikami rozpadu bloku wschodniego i porzucenia NRD przez Moskwę był nacisk militarny i gospodarczy USA pod rządami Ronalda Reagana, w tym zalanie światowego rynku tanią ropą naftową, co spowodowało utratę przez Moskwę dochodów dewizowych. Ważną rolę odegrał też opór związku zawodowego Solidarność, który moralnie wspierał papież Jan Paweł II. Wymusiła ona pierwsze częściowo wolne wybory w bloku wschodnim w dn. 4 czerwca 1989 roku i według Urbana w ten sposób Polska przyczyniła się w niemałym stopniu do upadku muru berlińskiego.

## Pozycje publicystyczne dot. Polski

### II wojna światowa
Urban nie zgadza się z tezą popularną w Polsce, że Niemcy chcą wymazać swoją winę, że chcą pisać od nowa historię. W jego publikacjach niemiecki terror okupacyjny zajmuje centralne miejsce. Zwraca uwagę na politykę niemiecką, która miała jako cel eksterminację polskiej inteligencji.

### Jedwabne
Urbanowi udało się zrekonstruować akcję komando SS w regionie Łomży w lipcu 1941 r. Doszedł do wniosku, że pogrom w Jedwabnem nie był zbrodnią polską, lecz polsko-niemiecką. Przez swoje komentarze o Jedwabnym został ostro zaatakowany przez część mediów niemieckich, sugerowano, że broni pozycje polskiej prawicy antysemickiej. Jednak inne media niemieckie broniły pozycje Urbana.

### Debata wokół wypędzeń/wysiedleń
Publikacje Urbana w debacie o planowanym w Berlinie Centrum przeciwko Wypędzeniom wywołały w Polsce kontrowersje. Urban definiuje cel swoich licznych publikacji o tej debacie: „Ze względu na historię swojej rodziny chcę popierać dialog między Niemcami, którzy do 1945 roku mieszkali na ziemiach na wschód od Odry i Nysy, i Polakami.”. Podkreśla, że chadecja niemiecka również jak kościół katolicki w Niemczech uważają, że dialog polsko-niemiecki byłby nieuczciwy bez uczestnictwa gotowych do pojednania wypędzonych, wśród nich Związek Wypędzonych (BdV) z Eriką Steinbach.
Zwraca uwagę na fakt, że Steinbach przeforsowała uchwalę BdV o rezygnacji wszelkich roszczeń wobec Polski, organizowała w Niemczech pierwszą wystawę, która pokazała los Polaków wypędzonych przez okupantów niemieckich i zmieniła formułę samoidentyfikacji BdV: wcześniej członkowie BdV nazwali się ofiarami Polaków, Czechów, Rosjan itd. Nowa formuła brzmi: „Ostatnie ofiary Hitlera”. Według Urbana niemiecka debata o wypędzonych jest całkiem krzywo przedstawiona przez media polskie, przez selektywne informacje, aż do jawnej manipulacji, a nawet fałszowania cytatów. Wyraża się otwarcie przeciw roszczeniom Powiernictwa Pruskiego (Preußische Treuhand), małej grupy byłych mieszkańców niemieckich terenów na wschód od Odry i Nysy.

### PRL
Urban jest zdania, że polityka „grubej kreski” Tadeusza Mazowieckiego była błędem. Jako jeden z czynników napięć politycznych między Polską a RFN widzi brak systematycznej lustracji w Polsce.

### Stosunki polsko-niemieckie
W 2010 r. Urban opublikował w tygodniku Forum artykuł, w którym odpowiedzialnością za napięcia polsko-niemieckie częściowo obarcza polskie media i rząd niemiecki, który zlekceważył polskie obawy dotyczące zbliżenia niemiecko-rosyjskiego oraz nie zadbał o kompetencję dyplomatów wydelegowanych do Warszawy. Krytykuje instytucje i gremia polsko-niemieckie za to, że nie zintegrowały przedstawicieli polskiej prawicy w dialogu obu społeczeństw.

## Życie prywatne
Rodzice Urbana byli wypędzonymi z Wrocławia. Ma żonę Polkę.

## Nagrody
- Nagroda im. Georga Dehio (Georg-Dehio-Buchpreis), fundowana przez ministra kultury RFN „za wkład w pojednanie polsko-niemieckie” – 2006 r.[53]
- Bawarski medal za zasługi w zjednoczonej Europie (Medaille für Verdienste um Bayern in einem vereinten Europa) – 2010 r.[54]

## Wywiady
- „Nie wyciągać Hitlera”. Z Thomasem Urbanem, korespondentem „Süddeutsche Zeitung”, rozmawia Renata Gluza Press, sierpień 2012, s. 48–51.
- Thomas Urban o Katyniu, TVP3, 16 grudnia 2019 (po polsku)
- Willimowski – Fußballer für Deutschland und Polen, rubryka: Spieler (po niemiecku)